# Tales of Terror
Tales of Terror est un groupe de punk hardcore de Sacramento en Californie, actif de 1983 à 1986. Certains, dont Kurt Cobain et Mark Arm, citent Tales of Terror comme une source d'inspiration clé pour la scène grunge alors en plein essor.

## Histoire

### Formation
Après la dissolution de leur groupe précédent, The Square Cools, le chanteur Pat "Rat's Ass" Stratford (son surnom lui a été inspiré par un dessin de rat accroché au mur du bar de son père) et le bassiste Geoff "Dusty Coffin" Magner ont formé Tales of Terror avec le guitariste Lyon Wong et le batteur Mike Hunter. Un deuxième guitariste, Steve "Capt. Trip Mender" Hunt, rejoint plus tard le groupe,.
En 1984, ils jouaient dans toute la ville en première partie de grands groupes punk comme The Vandals, Dead Kennedys et Fang.
Leur seul album, l'éponyme Tales of Terror, est sorti en 1984 sur le label indépendant de San Francisco, CD Presents. La distribution était limitée ; on estime que moins de 5 000 exemplaires ont été pressés.
Cependant, la carrière du groupe prend fin dans la nuit du 5 janvier 1986. Wong, le fils de l'acteur sino-américain Victor Wong, est décédé à 22 ans sur un trottoir des suites d'un traumatisme crânien qu'il a subi après avoir été jeté sur le trottoir lors d'une altercation nocturne. L'agresseur, un mineur, a été condamné à 6 mois de prison pour homicide involontaire. Le groupe a choisi de ne pas continuer sans Lyon Wong. Les différents membres ont dérivé vers d'autres groupes, notamment The Pirates of Vénus, The Cactus Liquors et les Whorelords. La dernière fois que Pat Stratford, Steve "Capt. Trip Mender" Hunt et Geoff Magner ont joué ensemble sur scène, c'était au Trocadéro à SF en rappel à un spectacle d'ouverture de Hot Rod Shopping Cart pour Agent Orange avec J Meraz à la batterie.

## Héritage
Décrit par Midtown Monthly comme « l'un des groupes les plus influents jamais produits par Sacramento » et souvent cité comme le fondement du mouvement grunge, leur mélange de hardcore, de psychédélisme et de rock a eu un impact durable sur les fans de musique de tout le pays, y compris Green River et le leader de Nirvana, Kurt Cobain, qui le cite dans les 50 albums les plus marquants de l'histoire. Dans Exclamer! Mark Arm du magazine Mudhoney (dont le groupe précédent Green River avait repris "Ozzy" de Tales sur leur EP Dry As a Bone de 1987) a répertorié certains de leurs concerts comme étant les plus inspirants qu'il ait vu. Dave Chavez de Verbal Abuse a déclaré: "Avec une bonne gestion et peut-être un peu de rééducation ici et là, Tales of Terror aurait probablement été le Nirvana et aurait tout explosé. Sans compter le meurtre de Lyon Wong".

## Membres
- Pat Stratford - chant (1982 - 1986)
- Lyon Wong - guitare (1982-1986; décédé en 1986)
- Steve Hunt - guitare (1982 - 1986)
- Geoff Magner - basse (1982 - 1986)
- Mike Hunter - batterie (1982 - 1986)

## Discographie

### Albums studios
| Année | Détails de l'album                                                                                      |
| ----- | --- |
| 1984  | Tales of Terror - Sortie : 1er septembre 1984 - Label : CD présente (015) - Formats : Cassette (CS), LP |

### Apparitions sur des compilations
| Année | Chanson                                             | Titre                                                          | Label                  |
| ----- | --------------------------------------------------- | -------------------------------------------------------------- | ---------------------- |
| 1984  | "Gods from Outer Space" (instrumental)              | Thrasher Skate Rock Vol. 2 - Blazing Wheels and Barking Trucks | High Speed Productions |
| 1984  | "Skate or Bate"                                     | Rat Music For Rat People Vol. 2                                | CD Presents            |
| 1985  | "Texas Against the World" "Danant" "LSD for Africa" | Them Boners Be Poppin'                                         | Boner Records          |